# Ludwik Gintel
Ludwik Gintel, né le 26 septembre 1899 à Cracovie en Pologne et mort par suicide le 11 juillet 1973 à Tel Aviv en Israël, est un joueur de football polonais de confession juive. Il a occupé le poste de défenseur puis plus tard d'attaquant dans sa ville de naissance, et notamment au Cracovia durant quatorze ans.

## Biographie

### Club
Avec le Cracovia, il est entre autres deux fois champion de Pologne en 1921 et en 1930.

### Sélection
Il joue en tout douze matchs avec l'équipe de Pologne, et fait partie de l'effectif polonais qui participe à ses premiers jeux olympiques, ceux de 1924.